# 小玉絵里加
小玉 絵里加（こだま えりか、Erika Kodama 1988年12月21日 - ）は、日本のトライアル (オートバイ)ライダー。 
奈良県生駒市出身。MFJ 全日本トライアル選手権 レディースクラスに参戦中。
その傍ら、メディア出演や、イベントでのデモンストレーション走行、トークショーなどでトライアルの普及活動に励んでいる。

## 来歴
2000年 父の影響からトライアルを始める。
2013年 世界選手権 フランス大会 日本代表として初出場。
2014年 世界選手権 アンドラ大会 2年連続の出場。
2019年 国際B級クラス昇格 (男女混争)する。近畿地区での昇格は女性史上初の快挙だった。
全日本トライアル選手権
2016年から参戦し、2021年までレディースクラスシリーズランキング２位。(2015年よりレディース選手会会長就任)
現在の所属チーム-=HRCクラブぱわあくらふと&ホンダドリーム八尾
マシン=HRC RTL300R

## 人物
身長は165cmで血液型はA型。大型自動二輪車の免許を所有
趣味はオートバイでのツーリング、神社巡り、パワースポット巡り、ゴルフ。

## 活動
●2018から日本最大のトライアルイベント『出光イーハトーブトライアル』のアンバーサダーに就任。
ツーリングトライアルの魅力を発信。　現在もその任に就く。
●衣笠ビーンズ『キッズバイクスクール』講師。
小学生を対象にバイクスクールを開始。 運転技術向上のみならず、交通ルール、忍耐、思いやりなどを教える。
●ERIKAスクール　　
トライアル普及のため、主にビギナーに向けたスクール活動をさまざまに展開中。
企業向けも開催している。
●オフファーム
2020年に、トライアル競技を始めたけど、続かない、楽しみ方が分から ない方へのイベント、コンテンツの提供を目的とした団体【オフファーム】を設立。
トライアル競技人口、トライアルファンの拡大だけでなく、オフロードバイク全般の楽しさを伝えることを目指して活動中。

## メディア出演

### テレビ
2018年3月 BS11『大人のバイク時間 MOTORISE」』ゲスト出演
2017年2月 BS11 『 大人のバイク時間 MOTORISE』 ゲスト出演
2016年3月 BS11 『 大人のバイク時間 MOTORISE』ゲスト出演
2016年8月 フジテレビ『ジャンクスポーツ」』ゲスト出演

### 雑誌
2016年 6月 造形社『DIRT SPORTS』  ８月号 「全日本トライアル特集」
2016年 7月 造形社『DIRT SPORTS』  ９月号 「全日本トライアル特集」
2016年 8月 造形社『DIRT SPORTS』 10月号「エリカのトライアル的オフロードTips」
2016年 9月 造形社『DIRT SPORTS』 11月号「エリカのトライアル的オフロードTips」
2016年10月 造形社『DIRT SPORTS』 12月号「エリカのトライアル的オフロードTips」
2016年11月 造形社『DIRT SPORTS』 2017年1月号「エリカのトライアル的オフロードTips」
2017年 4月 造形社『DIRT SPORTS』 2017年 6月号「エリカのトライアル的オフロードTips」
2017年11月 造形社『カブonly』表紙&特集
2017年12月 造形社『単車倶楽部』表紙＆ツーリング特集
2018年10月 造形社『モトモト』ミニモト特集
2018年11月 造形社『モトモト』表紙&ミニモト特集
2019年 3月 モーターマガジン社『ミスターバイクBG』ヴィンテージトライアル特集
2019年 4月 トライアル専門月刊誌『Straight On』４月号表紙
2019年 7月 モーターマガジン社『ミスターバイクBG』 トライアルページ
2019年 8月 フリーマガジン『Booyah』戦う女性レーサー特集
2019年 9月 モーターマガジン社『ミスターバイクBG』 トライアルページ
2019年12月 モーターマガジン社『ミスターバイクBG』 トライアルページ
2019年12月 三栄『モトチャンプ』ハンターカブ特集
2020年〜2021年 モーターマガジン社『ミスターバイクBG』 Welcome to TRIAL WORLD 企画で毎号活躍。
他、『BikeJIN/培倶人』 『WITH Harley／ウィズハーレー』などの誌面にも登場。

## イベント出演
2016年 3月 大阪モーターサイクルショーで トークショー
2016年 4月 CB Owner’s Meeting ゲスト出演
2016年 8月 「バイクの日」スマイル・オン2016 ゲスト出演
2016年 9月 Off Road Impact トライアルパフォーマンス
2016年 9月 HondaDREAM岡山店 夜市 ゲスト出演
2016年10月 Honda cafe cub meeting ゲスト出演
2016年10月 HondaDREAM高松店 夜市 ゲスト出演
2016年12月 ダートスポーツフェスティバル ゲスト出演
2017年 5月 BIKE!BIKE!BIKE! ゲスト出演
2017年 9月 City Trial Japan トライアルパフォーマンス
2017年 9月 Honda DREAM Cafe ゲスト出演
2017年 9月 Off Road Impact トライアルパフォーマンス
2017年11月 Honda秋の祭典 トライアルパフォーマンス
2018年 3月 大阪モーターサイクルショー トライアルパフォーマンス&トークショー
2018年 4月 BIKE!BIKE!BIKE! トライアルパフォーマンス&トークショー
2018年 5月 NANKAI ライダースmeets トライアルパフォーマンス&トークショー
2018年 5月 二輪車 交通安全フェア トライアルパフォーマンス
2018年 7月 鈴鹿8時間耐久ロードレース トライアルパフォーマンス
2018年 7月 新潟工業短期大学 オープンキャンパス ゲスト出演
2018年 8月 アメフェス トライアルパフォーマンス
2018年 9月 Off Road Impact トライアルパフォーマンス
2018年10月 TOMMY FILFIGER TOKYO ICONS ゲスト出演
2018年10月 かたのにぎわいフェスタ トライアルパフォーマンス
2019年 3月 大阪モーターサイクルショー トライアルパフォーマンス&トークショー
2019年 4月 BIKE!BIKE!BIKE! トライアルパフォーマンス&トークショー
2019年 6月 NANKAI ライダースmeets トライアルパフォーマンス&トークショー
2019年 6月 FIMトライアル世界選手権 小玉絵里加生解説観戦ツアー
2019年 8月 アメフェス トライアルパフォーマンス
2019年 9月 八戸ノ里ドライビングスクール トライアルパフォーマンス&トークショー